# Dipseudopsis nervosella
Dipseudopsis nervosella är en nattsländeart som beskrevs av Georg Ulmer 1951. Dipseudopsis nervosella ingår i släktet Dipseudopsis och familjen Dipseudopsidae. Inga underarter finns listade i Catalogue of Life.